# Stefano Semenzato
Stefano Semenzato (Motta di Livenza, 26 dicembre 1946) è un politico italiano.

## Biografia

### Attività politica
Provenendo da Avanguardia Operaia (AO), nel 1977 alla nascita di Democrazia Proletaria entra a far parte della dirigenza nazionale . Candidato alle elezioni europee del 1989 nella circoscrizione dell'Italia centrale, ottiene 2901 preferenze e non viene eletto.
Senatore della Repubblica durante la XIII legislatura, durata dal 10 maggio 1996 al 29 maggio 2001, è stato vicepresidente del Gruppo dei Verdi al Senato. Da Senatore della repubblica ha seguito le tematiche ambientali, il sistema radiotelevisivo, internet, le reti informatiche e il settore della difesa.
In precedenza ha coordinato due campagne referendarie: in occasione del referendum del 1993 sulla dismissione dei beni ambientali da parte del demanio dello Stato e in occasione dei referendum del 1995 in materia radio-televisiva.
Giornalista professionista dal 1980, già direttore del  “Quotidiano dei lavoratori”  e della rivista di cultura ecologista “Metafora Verde”.

### Altre attività
Stefano Semenzato è stato vicepresidente dell'Istituto Sviluppo Sostenibile Italia (ISSI). Nell'Istituto ha diretto l'attività di formazione, il settore dei progetti informatici e il sito web.
Dal 2005 al 2010 è stato Amministratore delegato e Direttore di progetto del CISA (Centro Innovazione Sostenibilità Ambientale), società consortile a r.l. con soci Provincia di Bologna, Fondazione CaRisBo e ISSI, dedicata alla realizzazione di interventi a favore delle tecnologie legate alle energie rinnovabili e al risparmio energetico a favore degli enti pubblici. 
In questa veste ha diretto la realizzazione di impianti di produzione energetica a fonti rinnovabili, tra cui impianti a biomasse termici e in cogenerazione; ha coordinato ristrutturazioni edilizie ecoefficienti, in particolare la "ecobalera" di Porretta Terme; ha organizzato le fiere-expò "Ecoappennino" realizzate a Porretta Terme e dedicate alle tecnologie di risparmio energetico e di produzione di energia da fonte rinnovabile.
Attualmente (2018) coordina e organizza il calendario di mostre ed esposizioni presso l'Associazione Castello Manservisi, centro culturale, ricreativo, espositivo, turistico, a Castelluccio di Porretta Terme (Alta Valle Reno) nella provincia di Bologna, al confine con la provincia di Pistoia.